# نووروسیکا (شهرستان مازانوفسکی، استان آمور)
نووروسیکا (به لاتین: Novorossiyka) یک منطقهٔ مسکونی در روسیه است که در استان آمور واقع شده‌است.